# Nasonovia alpina
Nasonovia alpina är en insektsart som först beskrevs av David D. Gillette och Palmer 1928.  Nasonovia alpina ingår i släktet Nasonovia och familjen långrörsbladlöss. Inga underarter finns listade i Catalogue of Life.